# Дворище (Гдовский район)
Дворище — деревня в Гдовском районе Псковской области России. Входит в состав Плесновской волости. Малая родина Тани Савичевой. Численность населения деревни в 2010 году составляла 2 жителя.

## География
Деревня находится в северной части региона, в зоне хвойно-широколиственных лесов, на берегах ручья Тримусский, к юго-западу от озера Долгое, близ озера Белого.

### Климат
Климат характеризуется как умеренно континентальный, с относительно коротким тёплым летом и продолжительной, как правило, снежной зимой. Средняя многолетняя температура самого холодного месяца (января) составляет −8°С, температура самого тёплого (июля) — +17,4°С. Среднегодовое количество осадков — 684 мм.

## История
До 1927 года деревня входила в состав Гдовского уезда Санкт-Петербургской (Петроградской) губернии. В 1927 году она вошла в Гдовский район Ленинградской области.
Относилась к приходу Николаевской церкви села Кушелькино Гдовского уезда.

## Население
| 2001 | 2002 | 2010 |
| ---- | ---- | ---- |
| 4    | →4   | ↘2   |

Численность населения деревни составляет на 2001 год 4 человек, по переписи 2002 года — 4 человек, на 2010 год — 2 человек.
Национальный состав
Согласно результатам переписи 2002 года, в национальной структуре населения русские составляли 75 % от 4 жителей:
| Национальность | Численность, чел. | Доля |
| -------------- | ----------------- | ---- |
| Русские        | 3                 | 75%  |
| Другие         | 1                 | 25%  |
| Итого          | 4                 | 100% |

## Известные уроженцы, жители
Здесь в 1930 году родилась Таня Савичева — советская школьница, которая с начала блокады Ленинграда стала вести дневник в записной книжке. Почти вся семья Тани Савичевой погибла в период блокады с декабря 1941 года по май 1942 года. В её дневнике девять заполненных страниц, на шести из которых даты смерти близких людей — матери, бабушки, сестры, брата и двух дядей. Сама Таня умерла уже в эвакуации 1 июля 1944 года в возрасте 14 лет.
Дневник Тани Савичевой, наряду с дневником Анны Франк, стал одним из известнейших в мире мемориальных документов истории Второй мировой войны.

## Инфраструктура
Личное подсобное хозяйство.

## Транспорт
Просёлочные дороги.